# Ольховка (Верхньопишминський міський округ)
Ольхо́вка (рос. Ольховка) — селище у складі Верхньопишминського міського округу Свердловської області.
Населення — 227 осіб (2010, 201 у 2002).
Національний склад станом на 2002 рік: росіяни — 87 %.